# Premi Memorial Lluís Companys
El Premi Memorial Lluís Companys és un premi que atorga la Fundació Josep Irla des de 1997, recollint el testimoni del Cercle Rovira i Virgili de 1991 a 1994. Distingeix anualment una persona i una entitat que hagi destacat per la seva acció social per a l'emancipació de les classes populars o en la lluita contra la marginació dels sectors menys privilegiats. Té aquest nom en honor del president de la Generalitat de Catalunya Lluís Companys. El premi s'entrega juntament amb el Premi Memorial Francesc Macià i el Premi d'Assaig Breu Irla en un acte anomenat Nit Irla. Més enllà del reconeixement, el premi consisteix en una estatueta de Lluís Companys, obra de l'escultora igualadina Teresa Riba.

## Entitats guardonades
Cercle Rovira i Virgili (1991-1994):
- 1991: Comissió Diocesana d'Immigració: organització per al servei d'atenció als immigrants.
- 1992: Associació Casal dels Infants del Raval, ONG per a la millora de la qualitat de vida dels infants i joves del Raval.
- 1993: Pallassos sense fronteres, ONG d'abast internacional de pallassos.
- 1994: Unió de Pagesos de Catalunya, organització sindical de pagesos catalana.

Fundació Josep Irla (1997-actualitat):
- 1997: Xarxa d'entitats per al Comerç just, per a la millora del comerç internacional.
- 1998: Associació Rauxa, comunitat terapèutica d'alcoholisme.[4]
- 1999: Taller Àuria, cooperativa de treball catalana.[5]
- 2001: Tamaia, associació de dones contra la violència familiar.
- 2002: Plataforma en Defensa de l'Ebre, plataforma per a la implantació d'una nova cultura de l'aigua i la fundació Acció Solidària Contra l'Atur (ASCA), que dona resposta a les necessitats bàsiques d'aquest sector en risc.
- 2003: Akwaba, ONG per a la formació i l'atenció a les persones més vulnerables.[6]
- 2004: Plataforma Aturem la Guerra, entitat en contra les agressions als països i els projectes bel·licistes.[7]
- 2005: Amical de Mauthausen, associació per a la defensa del drets dels deportats als camps de concentració.
- 2006: Representació sindical de l'empresa Bonpreu-Esclat
- 2007: Plataforma Ciutadana per l'Empresa Inclusiva a Catalunya[8]
- 2008: E'Waiso Ipola, associació de dones contra la pobresa i la marginació.[9][10]
- 2009: FETS, ONG per al finançament ètic i solidari[11]
- 2010: ARED, fundació per a la reinserció de dones[12][13]
- 2011: Federació Catalana d'Escoltisme i Guiatge, organització d'escoltes i guies de Catalunya.
- 2012: Projecte Barri Cooperatiu, projecte per a la difusió del cooperativisme.[14]
- 2013: Comissió promotora de la ILP per a la dació en pagament.[15]
- 2014: Dones d'Unió de Pagesos de Catalunya, organització sindical de pagesos catalana.[16]
- 2015: Alternativa 3 Cooperativa.
- 2016: Som Energia.
- 2017: Fundació Surt, promou la formació, sensibilització i assessorament de dones que pateixen violència masclista.
- 2018: Irídia, Centre per la Defensa dels Drets Humans.[17]

## Persones guardonades
- 2000: Arcadi Oliveres i Boadella, economista i activista social català.
- 2001: Josep Maria Vidal i Aunós, religiós i activista català.
- 2003: Ermengol Passola i Badia, empresari i promotor cultural català.
- 2005: Montserrat Abelló i Soler, poetesa i traductora catalana.
- 2006: Teresa Torns Martin, sociòloga catalana.[18]
- 2007: Francesc Candel Tortajada, escriptor i periodista valencià.
- 2008: Naya Zulima Parra, d'E'Waiso Ipola[9]
- 2009: Josep Maria Gasch, president de FETS[11]
- 2010: Cristóbal Colón Palasí, psicòleg i empresari aragonès.[19]
- 2011: Màrius Serra i Roig, escriptor, periodista i traductor català.[20]
- 2012: Mercè Fluvià i Creus, presidenta de la Confederació de Cooperatives de Catalunya.[21]
- 2013: August Gil Matamala, advocat català.[15]
- 2014: Mireia Font i Vidal, membre de l'Associació Marques de Pastor[22]
- 2015: Gabriela Serra mestra i activista catalana.
- 2016: Josep Alabern Valentí, director d'Aigües de Manresa i actual conseller delegat del Consorci de les empreses públiques d'aigües de Catalunya.
- 2017: Adriana Kaplan,
- 2018: Carles Vallejo Calderón, defensor dels drets humans i les llibertats civils i polítiques.[17]